# Liste der Straßennamen von Balzhausen
Die Liste der Straßennamen von Balzhausen listet alle Straßennamen von Balzhausen und dem Ortsteil Kirrberg auf.

## Liste geordnet nach den Orten
In dieser Liste werden die Straßennamen den einzelnen Orten zugeordnet und kurz erklärt.

### Balzhausen
| Straßenname                    | |
| ------------------------------ | --- |
| Abt-Gaßner-Straße              | benannt nach Hyazinth Gaßner, Abt des Klosters Steingaden, gebürtig aus Balzhausen                                         |
| Am Bächle                      | benannt nach dem Haselbach                                                                                                 |
| Am Berg                        | |
| Am Blumenfeld                  | |
| Am Haldenberg                  | |
| Am Kreuz                       | |
| Angerweg                       | benannt nach dem Dorfanger                                                                                                 |
| Augsburger Straße              | benannt nach der Stadt Augsburg                                                                                            |
| Blumenstraße                   | |
| Bürgermeister-Keisinger-Straße | |
| Bürgermeister-Rehm-Straße      | |
| Bürgermeister-Sailer-Straße    | |
| Eichbühlstraße                 | benannt nach dem Flurnamen Eichbühel                                                                                       |
| Erlenweg                       | benannt nach der Baumart Erle                                                                                              |
| Franz-Kohl-Straße              | benannt nach Franz Kohl, Lehrer und Ehrenbürger in Balzhausen                                                              |
| Gartenweg                      | |
| Haselweg                       | benannt nach der Haselbach                                                                                                 |
| Hauptstraße                    | Hauptstraße von Balzhausen (Staatsstraße St 2025)                                                                          |
| Hinter der Mühle               | benannt nach der Balzhauser Mühle                                                                                          |
| Hüllstraße                     | |
| Jahnstraße                     | benannt nach dem Turnvater Jahn                                                                                            |
| Kellerbergstraße               | |
| Kesselstraße                   | |
| Kindergartenweg                | benannt nach dem Balzhauser Kindergarten                                                                                   |
| Kirchenweg                     | benannt nach der Balzhauser Kirche St. Vitus                                                                               |
| Krumbacher Straße              | benannt nach der Stadt Krumbach, in die die Verlängerung dieser Straße führt (Kreisstraße GZ 12)                           |
| Lärchenstraße                  | benannt nach der Baumart Lärche                                                                                            |
| Lehenstraße                    | |
| Lehlestraße                    | |
| Lußstraße                      | benannt nach dem Flurnamen Lüßäcker                                                                                        |
| Maierweg                       | |
| Memmenhauser Straße            | benannt nach dem Dorf Memmenhausen, in das die Verlängerung dieser Straße führt                                            |
| Molkereistraße                 | benannt nach der ehemaligen Molkerei von Balzhausen                                                                        |
| Mühlbachstraße                 | benannt nach dem Balzhauser Mühlkanal                                                                                      |
| Mühlweg                        | benannt nach der Balzhauser Mühle                                                                                          |
| Riedstraße                     | benannt nach den Niedermoorgebieten (Ried) im Mindeltal westlich des Ortes                                                 |
| Ringeisenstraße                | benannt nach Dominikus Ringeisen, dem Begründer der heute Dominikus-Ringeisen-Werk genannten Ursberger Anstalt             |
| Pfarrer-Rost-Straße            | benannt nach Pfarrer Rost, der in den 1950er und 1960er Jahren Pfarrer von Balzhausen war                                  |
| Pfarrer-Schwarz-Straße         | benannt nach Pfarrer Schwarz                                                                                               |
| Pfarrer-Wendeler-Straße        | benannt nach Pfarrer Wendeler                                                                                              |
| Poststraße                     | benannt nach der ehemaligen Balzhauser Post                                                                                |
| Sankt-Leonhard-Straße          | benannt nach dem Hl. Leonhard, dem Patron der St. Leonhardskapelle, die am südlichen Ortsrand steht (Staatsstraße St 2025) |
| Sankt-Vitus-Weg                | benannt nach dem Hl. Vitus, dem Patron der Balzhauser Kirche                                                               |
| Schlesierstraße                | benannt nach den Schlesiern                                                                                                |
| Schulgasse                     | benannt nach der Balzhauser Schule                                                                                         |
| Schulweg                       | benannt nach der Balzhauser Schule                                                                                         |
| Schwabegger Straße             | benannt nach dem Adelsgeschlecht derer von Schwabegg (Kreisstraße GZ 27)                                                   |
| Sattelbogenstraße              | benannt nach dem Flurnamen                                                                                                 |
| Sudetenstraße                  | benannt nach dem Sudetenland                                                                                               |
| Wiesenweg                      | |
| Zwirnstraße                    | |

### Kirrberg
| Straßenname |                              |
| ----------- | ---------------------------- |
| Kirrberg    | Häuser haben nur Hausnummern |

## Alphabetische Liste
In Klammern ist der Ort angegeben, in dem die Straße ist.
| - Abt-Gaßner-Straße (Balzhausen) - Am Bächle (Balzhausen) - Am Berg (Balzhausen) - Am Blumenfeld (Balzhausen) - Am Haldenberg (Balzhausen) - Am Kreuz (Balzhausen) - Angerweg (Balzhausen) - Augsburger Straße (Balzhausen) - Blumenstraße (Balzhausen) - Bürgermeister-Keisinger-Straße (Balzhausen) - Bürgermeister-Rehm-Straße (Balzhausen) - Bürgermeister-Sailer-Straße (Balzhausen) - Eichbühlstraße (Balzhausen) - Erlenweg (Balzhausen) - Franz-Kohl-Straße (Balzhausen) - Gartenweg (Balzhausen) - Haselweg (Balzhausen) - Hauptstraße (Balzhausen) - Hinter der Mühle (Balzhausen) - Hüllstraße (Balzhausen) - Jahnstraße (Balzhausen) - Kellerbergstraße (Balzhausen) - Kesselstraße (Balzhausen) - Kindergartenweg (Balzhausen) - Kirchenweg (Balzhausen) - Kirrberg (Kirrberg) - Krumbacher Straße (Balzhausen) | - Lärchenweg (Balzhausen) - Lehenstraße (Balzhausen) - Lehlestraße (Balzhausen) - Lußstraße (Balzhausen) - Maierweg (Balzhausen) - Memmenhauser Straße (Balzhausen) - Molkereistraße (Balzhausen) - Mühlbachstraße (Balzhausen) - Mühlweg (Balzhausen) - Pfarrer-Rost-Straße (Balzhausen) - Pfarrer-Schwarz-Straße (Balzhausen) - Pfarrer-Wendeler-Straße (Balzhausen) - Poststraße (Balzhausen) - Riedstraße (Balzhausen) - Ringeisenstraße (Balzhausen) - Sankt-Leonhard-Straße (Balzhausen) - Sankt-Vitus-Weg (Balzhausen) - Sattelbogenstraße (Balzhausen) - Schlesierstraße (Balzhausen) - Schulgasse (Balzhausen) - Schulweg (Balzhausen) - Schwabegger Straße (Balzhausen) - Sudetenstraße (Balzhausen) - Wiesenweg (Balzhausen) - Zwirnstraße (Balzhausen) |

| ↑ Zurück zum Inhaltsverzeichnis |